# 가시오갈피
가시오갈피(학명: Eleutherococcus senticosus, devil's bush 또는 Siberian ginseng)는 두릅나무과에 속하는 식물이다. 가시오갈피라는 이름 또한 ‘가시+오갈피’형태로 구성된 것이다. 가시오갈피나무라고도 부른다. 한반도와 일본·중국의 깊은 산에서 서식한다. 오갈피나무, 섬오갈피나무(Acanthopanax Koreanum)와 더불어 뿌리와 껍질이 한약재로 쓰인다. 대한민국에서는 환경부에 의해 보호 야생식물로 지정하여 채취를 금하고 있다. 국내에서 시중에 판매되고 있는 가시오갈피 관련 제품은 북한산 가시오갈피로 알려져 있다. 대한민국 멸종위기 야생생물 Ⅱ급으로 지정되어 있다.

## 특징
우리나라 각처의 표고 900m 내외의 심신산계곡에서 자라는 낙엽활엽관목이다. 키는 2m내외로 자라고 열매는 9월에 검은색으로 익는다. 잎이 손가락 모양처럼 5개로 갈라져 있는 데서 유래되었다는 설도 있는데 잎은 대부분 5개씩 부채꼴로 돌려나지만 아직 어리거나 생육조건이 나쁠 때는 더러 4개의 잎을 달기도 한다. 오갈피나무가 별도로 있지만 가시오갈피에 대응하여 가지에 가시가 없는 것을 민가시오갈피(for. inermis)라고 한다. 가시오갈피에 비해 전체가 대형인 것을 왕가시오갈피(var. koreanus)라한다.

## 효능
열매는 시베리아인삼으로도 불린다. Acanthopanax가 'acantho(가시나무)+panax(만병을 치료하다)‘의속명의 합성어에서 유래된 것에서 알 수 있듯이 가시가 있으며, 약효가 좋은 것이 특징이다. 가시는 가지에 바늘처럼 가늘고 긴 가시가 밀생해 있는 데서 유래된 것이다. 오갈피는 오가피에서 유래된 것으로 껍질이 약재로서 효능이 좋은 데서 유래되었다는 기록이 있다. <동의보감(東醫寶鑑)>이나 <본초강목(本草綱目)>에는 뿌리, 줄기 및 가지의 껍질 등을 복용하면 몸을 가볍게 한다고 기재되어 있다.